# Dion Cools
Dion-Johan Cools (* 4. Juni 1996 in Kuching, Malaysia) ist ein malaysisch-belgischer Fußballspieler auf der Position eines Abwehrspielers. Er ist Nationalspieler Malaysias und steht seit Januar 2023 beim thailändischen Erstligisten Buriram United unter Vertrag.

## Karriere

### Verein

#### Karrierebeginn und Zeit in der Zweitklassigkeit
Dion Cools wurde im Jahre 1996 als Sohn eines belgischen Vaters und einer malaysischen Mutter in Kuching, der Hauptstadt des malaysischen Bundesstaates Sarawak, im Nordwesten Borneos geboren. Von seinem Vater bekam er den zweiten Vornamen in Anlehnung an den niederländischen Fußballstar Johan Cruyff, dessen Fan sein Vater war. Bereits vor seiner Geburt zogen seine Eltern nach Belgien, wo sie heirateten, aber weiterhin regelmäßig zwischen ihren beiden Geburtsländern verkehrten. So kam es auch, dass Dion Cools bei einem Heimataufenthalt der Mutter in deren Geburtsland zur Welt kam. Nachdem bereits sein Großvater und sein Vater als Fußballspieler aktiv waren, begann Dion Cools seine Karriere als Fußballspieler im Jahre 2002 als Fünfjähriger im Nachwuchs von Tempo Overijse aus der belgischen Stadt Overijse. Bereits als Sechsjähriger wurden Scouts auf das junge Talent, das noch bis 2005 bei Tempo Overijse verweilen sollte, aufmerksam.
2005 folgte schließlich der Transfer zum gerade eben in die belgische Zweitklassigkeit aufgestiegenen Klub Oud-Heverlee Löwen, in dessen Jugendmannschaften er fortan zum Einsatz kam. Nachdem er einige Jugendspielklassen durchlaufen war, folgte 2009 ein kurzzeitiges Engagement im Nachwuchs des belgischen Topklubs und Rekordmeisters RSC Anderlecht. Mit RSC-Spielern wie Andy Kawaya oder Charly Musonda junior, dem Sohn des gleichnamigen ehemaligen sambischen Profis, gewann er 2011 die belgische Jugendmeisterschaft. Im selben Jahr wechselte er zurück zu seinem Stammklub aus Heverlee bei Löwen.
Die Zeit bei Löwen verbrachte er bis 2014 im Nachwuchs, ehe er noch in der Relegation der Saison 2013/14 erstmals auf der Ersatzbank der Profimannschaft saß, es jedoch nicht zu einem Pflichtspieleinsatz brachte. Zu ersten Auftritten in der Profimannschaft des Klubs brachte es Cools, der gleich nach seinem Schulabschluss seinen ersten Profivertrag unterzeichnete, ab der Zweitligasaison 2014/15, wobei er sein Ligadebüt am 3. August 2014 bei einem 1:0-Auswärtssieg über KRC Mechelen gab, als er über die volle Spieldauer am Platz stand und noch im gleichen Spiel von Schiedsrichter Denis Vanbecelaere mit einer gelben Karte verwarnt wurde.
Noch unter Trainer Ivan Leko sollte sich Cools als Stammkraft, vor allem in der rechten Abwehrreihe, etablieren und erzielte im belgischen Fußballpokal der Saison 2014/15 am 24. August 2014 beim 4:1-Sieg über den Drittligisten KSV Bornem in der fünften Runde der Vorrunde seinen ersten Pflichtspieltreffer für die Profis. Danach kam der sowohl defensiv als auch offensiv starke, sowie technisch versierte Spieler zu regelmäßigen Zweitligaauftritten, wobei das vor allem im Zweikampf kopfballstarke Nachwuchstalent zum Teil auch durch seine Robustheit auffiel. Bis zum Saisonende brachte es der Doppelstaatsbürger auf 26 Zweitligaeinsätze, in denen er selbst torlos blieb und mit der Mannschaft mit 61 erreichten Punkten im Endklassement auf dem fünften Tabellenplatz rangierte.
Dabei agierte er auch unter Jacky Mathijssen, der Ivan Leko im Dezember 2014 ersetzte, als Stammkraft und wies zum Saisonende in seiner Statistik acht gelbe, sowie eine rote Karte auf. Da die Mannschaft in der in drei Tranchen ausgetragenen Spielzeit die erste Tranche auf dem ersten Tabellenplatz abschloss, war das Team für die abschließende Relegation zum Saisonende qualifiziert. Dort wurde Cools in allen sechs Partien seiner Mannschaft eingesetzt und stieg mit dem Team nach vier Siegen und zwei Unentschieden in die Pro League auf.

#### Erste Einsätze in der höchsten belgischen Fußballliga
Die Spielzeit 2015/16 begann Dion Cools allerdings nicht für seinen Klub aus Löwen, sondern er wurde am 23. Juni 2015 zum Ligakonkurrenten FC Brügge transferiert, bei dem der junge Akteur einen Vierjahresvertrag bis Sommer 2019 unterzeichnet hatte. Nachdem er bereits in der Vorbereitung positive Leistungen gezeigt hatte, saß Cools am 16. Juli 2015 bei der Supercup-Begegnung seines Klubs gegen den KAA Gent erstmals in einem Pflichtspiel des Fußballklubs aus Brügge ohne Einsatz auf der Ersatzbank. Die Mannschaft verlor das Spiel nach einem späten Treffer von Laurent Depoitre knapp mit 0:1 und Cools wurde nur etwas mehr als eine Woche später beim Erstrundenspiel der neuen Saison gegen die VV St. Truiden eingesetzt. Michel Preud’homme ließ ihn dabei von Beginn an zum Einsatz kommen, wobei der 19-Jährige die volle Spieldauer als Rechtsverteidiger durchhielt und sogar die Torvorlage zum einzigen Treffer durch Tom De Sutter bei der 1:2-Niederlage seines Teams beisteuerte.
Nur vier Tage nach seinem Erstligadebüt wurde der malaysisch-belgische Fußballspieler bei der 1:2-Niederlage seines Teams gegen Panathinaikos Athen in der dritten Qualifikationsrunde zur Champions League 2015/16 eingesetzt, als er in Minute 80 für den Routinier Davy De fauw auf den Rasen kam. Danach kam er für den amtierenden belgischen Vizemeister auch in der zweiten Runde der laufenden Saison über die volle Matchdauer zum Einsatz, wobei ihm abermals ein Assist gelang; diesmal für Tuur Dierckx beim Schlusstreffer zum 3:0-Erfolg über den KV Mechelen.

#### Stammspieler und Meister
Mit dem FC Brügge konnte er 2016 und 2018 jeweils den nationalen Meistertitel erringen. War er beim ersten Titel noch Ergänzungsspieler (5 Einsätze/0 Tore), so gehörte er beim zweiten Mal zum Stammpersonal und kam auf 35 Saisonspiele, in denen er drei Tore erzielen konnte.

#### Wechsel nach Dänemark und Ausleihe
Am 31. Januar 2020 gab dann der dänische Erstligist und Tabellenführer FC Midtjylland die Verpflichtung des Spielers bekannt. Dort konnte er schon am Saisonende die nationale Meisterschaft feiern und bestritt dabei fünf Ligaspiele. Anfang 2022 lieh ihn der belgische Erstdivisionär SV Zulte Waregem bis zum Ende der Saison aus. Cools bestritt bis Saisonende 11 von 13 möglichen Ligaspielen für Waregem.

#### Wechsel nach Tschechien und Thailand
Im September 2022 wechselte er zum tschechischen Erstligisten FK Jablonec. Doch schon im folgenden Dezember nach nur zehn Pflichtspieleinsätzen verließ er den Verein wieder und wechselte zum thailändischen Erstligisten Buriram United. Mit dem Verein aus Buriram wurde er zweimal Meister, Pokalsieger und Ligapokalsieger. Nach drei Meisterschaften und 69 Ligaspielen gab er Anfang Juni 2025 seinen Abschied aus Buriram bekannt.

### Nationalmannschaft
Bereits in den Jahren 2010 und 2011 hatte Dion Cools, der aufgrund seiner Herkunft auch für die malaysische Fußballnationalmannschaft spielberechtigt wäre, ersten Kontakt zu den Nachwuchsnationalmannschaften des belgischen Fußballverbandes. Als Jugendspieler des RSC Anderlecht kam er so zu Einsätzen in inoffiziellen Spielen der U-15-Auswahl Belgiens. Einige Jahre später folgten offizielle Länderspieleinsätze für das Heimatland seines Vaters, wobei er am 28. April 2014 bei einer 0:2-Niederlage der belgischen U-18-Juniorenauswahl gegen Norwegen von Gert Verheyen über die volle Spieldauer eingesetzt wurde. Nach einem weiteren Einsatz über 90 Minuten bei einem 1:0-Sieg über Japan war er bei diesem internationalen Turnier in der Slowakei auch noch bei einem dritten Länderspiel seiner Mannschaft im Aufgebot, wurde jedoch nicht eingesetzt.
Ebenfalls unter dem Brügge-Rekordspieler Gert Verheyen gab Dion Cools am 10. Oktober 2014 im Alter von 18 Jahren, vier Monaten und sechs Tagen sein Debüt in der U-19-Nationalmannschaft Belgiens, als er beim ersten Qualifikationsspiel zur U-19-EM gegen den Nachbarn Luxemburg über die volle Spieldauer zum Einsatz kam. In den nachfolgenden beiden Gruppenspielen gegen Belarus und England gelang ihm jeweils ein Tor, womit er großen Anteil am Weiterkommen seiner Nation in der Qualifikation hatte. In der nachfolgenden Eliterunde, in der er ebenfalls als Stammkraft in der rechten Abwehr eingesetzt wurde, konnte sich das Team Ende März 2015 in seiner Gruppe nicht gegen den späteren Vizeeuropameister Russland durchsetzen und schied so noch in der Qualifikation aus. Bis dato (Stand: 5. August 2015) brachte es Cools auf acht U-19-Länderspieleinsätze, davon sechs EM-Qualifikations- sowie zwei Freundschaftsspiele, und zwei Tore.
Cools selbst betonte mehrfach, für das Heimatland seiner Mutter spielen zu wollen, sofern ihm die Möglichkeit dazu geboten werde. FourFourTwo bezeichnete ihn im Juni 2015 als den aktuell herausragendsten malaysischstämmigen Spieler außerhalb Malaysias. Im Juni 2021 debütierte er schließlich im WM-Qualifikationsspiel gegen die Vereinigten Arabischen Emirate für die A-Nationalmannschaft Malaysias. Auch während der Südostasienmeisterschaft 2021 kam er bei der 1:4-Niederlage in der Gruppenphase gegen Indonesien zu einem Einsatz.

## Erfolge
Oud-Heverlee Löwen
- Aufstieg in die Division 1A: 2014/15

FC Brügge
- Belgischer Meister: 2016, 2018
- Belgischer Superpokalsieger: 2016, 2018

FC Midtjylland
- Dänischer Meister: 2020

Buriram United
- Thailändischer Meister: 2022/23, 2023/24, 2024/25
- Thailändischer Ligapokalsieger: 2022/23,  2024/25
- Thailändischer Pokalsieger: 2022/23, 2024/25